# Torre de' Negri
Pour les articles homonymes, voir Negri.
Torre de' Negri est une commune italienne de la province de Pavie, dans la région Lombardie.

## Administration
| Période                                  | Période  | Identité     | Étiquette    | Qualité |
| ---------------------------------------- | -------- | ------------ | ------------ | ------- |
| 25/5/2014                                | en cours | Maria Riboni | Lista Civica |         |
| Les données manquantes sont à compléter. |          |              |              |         |

### Communes limitrophes
Belgioioso, Corteolona, Costa de' Nobili, Spessa.